# 保加尔主义
保加尔主义，是俄国鞑靼斯坦伏尔加鞑靼發起的政治运动，他们认为自己是保加尔人后人。因此他们想放弃鞑靼一名，重新叫自己族名保加尔人。